# مايكل مالون (كرة سلة)
مايكل مالون (بالإنجليزية: Michael Malone)‏ مواليد 1971، هو مدرب كرة سلة أمريكي ولاعب سابق. يدرب دنفر ناغتس في الرابطة الوطنية لكرة السلة.

## إحصائيات المسيرة
| الفريق         | السنة   | G   | W   | L   | W–L% | النهاية | PG | PW | PL | PW–L% | النتيجة                  |
| -------------- | ------- | --- | --- | --- | ---- | ------- | -- | -- | -- | ----- | ------------------------ |
| سكرامنتو كينغز | 2013–14 | 82  | 28  | 54  | .341 | 4       | —  | —  | —  | —     | غاب عن الأدوار الإقصائية |
| سكرامنتو كينغز | 2014–15 | 24  | 11  | 13  | .458 | (أقيل)  | —  | —  | —  | —     | —                        |
| دنفر ناغتس     | 2015–16 | 82  | 33  | 49  | .402 | 4       | —  | —  | —  | —     | غاب عن الأدوار الإقصائية |
| دنفر ناغتس     | 2016–17 | 82  | 40  | 42  | .488 | 4       | —  | —  | —  | —     | غاب عن الأدوار الإقصائية |
| المسيرة        | المسيرة | 270 | 112 | 158 | .415 |         |    |    |    | –     |                          |

## روابط خارجية
- مايكل مالون على موقع كلية كرة السلة في سبورتس رفرنس.كوم (الإنجليزية)
- مايكل مالون على موقع سبورتس رفرنس (الإنجليزية)